# Orlando Tejo
Orlando Tejo (Campina Grande, 1935 - Recife, 1 de julho de 2018) foi um jornalista, ensaista e poeta brasileiro.
Seu livro, Zé Limeira, o poeta do absurdo, é considerado uma obra-prima, e serviu de inspiração para pessoas das mais variadas origens e matizes políticos - do ex-presidente José Sarney, que chegou a fazer uma edição do livro na gráfica do Senado, aos músicos Zé Ramalho, Oswaldo Montenegro e Siba Veloso, da banda Mestre Ambrósio. Segundo o poeta Jessier Quirino, Orlando Tejo foi “responsável pelo despertar de várias gerações de artistas e poetas, fazendo com que eles voltassem o olhar para a cultura do Nordeste”.
Em 2013, a TV Senado produziu sua biografia, intitulada "O Homem que viu Zé Limeira".
Como jornalista, colaborou nos jornais Diário da Borborema, Jornal do Commercio, Diário de Pernambuco, Correio Braziliense, entre outros. Com o AI-5 e por conta de seus posicionamentos políticos, suas colunas nos jornais de João Pessoa e Recife tiveram que sair sem sua assinatura.

## Morte
Tejo faleceu no dia 1 de julho de 2018, aos 83 anos, por conta de uma pneumonia que agravou uma insuficiência pulmonar crônica.

## Livros Publicados
- Conceição 63;
- Impasse;
- Soneto dos dedos que falam
- As noites do Alvorada" (poesia)
- A hora e a vez do jumento" (teatro)
- Zé Limeira, o poeta do absurdo (ensaio)